# Galium scabrellum
Galium scabrellum är en måreväxtart som beskrevs av Karl Moritz Schumann. Galium scabrellum ingår i släktet måror, och familjen måreväxter. Inga underarter finns listade i Catalogue of Life.